# Branko Slak
Branko Slak, slovenski policist in veteran vojne za Slovenijo, * ?.
Slak je bil direktor Policijske uprave Ljubljana med letoma 1995 in 2007, nakar pa je bil zaradi afere Strojanovi razrešen in postavljen za ravnatelja Višje policijske šole v Ljubljani. Po upokojitvi je postal predsednik Zbornice za razvoj slovenskega zasebnega varovanja